# Timothy Dolan
Timothy Michael Dolan (Saint Louis, 6 febbraio 1950) è un cardinale e arcivescovo cattolico statunitense, dal 23 febbraio 2009 tredicesimo arcivescovo di New York.

## Biografia

### Formazione e ministero sacerdotale
Ha frequentato il Cardinal Glennon College e il Pontificio collegio americano del Nord a Roma, ottenendo il master in filosofia.
Il 19 giugno 1976 fu ordinato sacerdote del clero di Saint Louis dall'allora vescovo ausiliare di Indianapolis Edward Thomas O'Meara.
Ha svolto mansioni di vice parroco in alcune parrocchie della sua diocesi, collaboratore presso la Nunziatura apostolica negli Stati Uniti e rettore del Pontificio Collegio Nord Americano di Roma.

### Ministero episcopale
Il 19 giugno 2001 fu nominato vescovo ausiliare di Saint Louis, con il titolo di Natchez; ricevette la consacrazione episcopale il 15 agosto 2001 per le mani del cardinale Justin Francis Rigali (arcivescovo di Saint Louis), co-consacranti i vescovi Joseph Fred Naumann e Michael John Sheridan (ausiliari della medesima arcidiocesi).
Il 25 giugno 2002 è stato nominato arcivescovo di Milwaukee. Dal 28 settembre 2007 al 28 agosto 2008 è stato anche amministratore apostolico di Green Bay.

### Arcivescovo di New York e cardinale
Il 23 febbraio 2009 papa Benedetto XVI lo nomina arcivescovo di New York, successore del cardinale Edward Michael Egan, dimessosi per raggiunti limiti di età.
Nel 2010 viene eletto dai vescovi statunitensi alla presidenza della Conferenza Episcopale.
Benedetto XVI lo ha creato cardinale del titolo di Nostra Signora di Guadalupe a Monte Mario nel concistoro del 18 febbraio 2012.
Ha preso parte al conclave del 2013, che ha eletto papa Francesco, e al conclave del 2025, che ha eletto papa Leone XIV.
Nel 2020 ha tenuto il primo intervento, in forma di preghiera, della convention del Partito Repubblicano in vista delle elezioni presidenziali USA.

## Genealogia episcopale e successione apostolica
La genealogia episcopale è:
- Cardinale Scipione Rebiba
- Cardinale Giulio Antonio Santori
- Cardinale Girolamo Bernerio, O.P.
- Arcivescovo Galeazzo Sanvitale
- Cardinale Ludovico Ludovisi
- Cardinale Luigi Caetani
- Cardinale Ulderico Carpegna
- Cardinale Paluzzo Paluzzi Altieri degli Albertoni
- Papa Benedetto XIII
- Papa Benedetto XIV
- Papa Clemente XIII
- Cardinale Enrico Benedetto Stuart
- Papa Leone XII
- Cardinale Chiarissimo Falconieri Mellini
- Cardinale Camillo Di Pietro
- Cardinale Mieczysław Halka Ledóchowski
- Cardinale Jan Maurycy Paweł Puzyna de Kosielsko
- Arcivescovo Józef Bilczewski
- Arcivescovo Bolesław Twardowski
- Arcivescovo Eugeniusz Baziak
- Papa Giovanni Paolo II
- Cardinale Justin Francis Rigali
- Cardinale Timothy Michael Dolan

La successione apostolica è:
- Vescovo William Patrick Callahan, O.F.M.Conv. (2007)
- Vescovo Terry Ronald LaValley (2010)
- Vescovo Edward Bernard Scharfenberger (2014)
- Vescovo John Joseph Jenik (2014)
- Vescovo Peter Joseph Byrne (2014)
- Vescovo John Joseph O'Hara (2014)
- Vescovo Peter John Byrne (2014)
- Vescovo Douglas John Lucia (2019)
- Vescovo Edmund James Whalen (2019)
- Vescovo Gerardo Joseph Colacicco (2019)
- Vescovo John Samuel Bonnici (2022)
- Vescovo Joseph Armando Espaillat (2022)

## Stemma e motto

### Blasonatura

Partito; nel 1º d'argento, alla decussa di rosso tra 4 croci greche dello stesso, caricata da una pala di mulino a vento del primo; nel 2º d'azzurro alla fascia d'argento caricata da una corona di rosso affiancata da 2 rotoli di pergamena d'oro; sul capo 2 crescenti, quello di destra d'argento e quello di sinistra d'oro; sulla punta 1 crescente dello stesso.

### Spiegazione
Secondo la tradizione dei paesi anglosassoni, gli stemmi vescovili presentano sul lato destro lo scudo della diocesi e su quello sinistro quello personale del prelato.
Pertanto, nello stemma attuale del cardinale Dolan, oltre a figurare il suo scudo, c'è anche quello dell'arcidiocesi di New York, il quale è composto da:
- una decussa rossa o "Croce di San Patrizio", in onore del Santo Patrono dell'arcidiocesi;
- 4 croci greche, che ricordano l'opera di evangelizzazione svolta dai missionari in America e in particolare nell'arcidiocesi newyorkese;
- una pala di mulino a vento, che è un riferimento ai colonizzatori olandesi che fondarono la città di New York, con il nome di "Nuova Amsterdam", fino a quando questo mutò con il nome attuale.

Per quanto riguarda lo scudo personale ci sono riferimenti alla vita e alle origini del cardinale, in particolare, riguardo alla sua famiglia, alla sua città natale, al suo Santo protettore e al suo ministero episcopale. 
Infatti sono presenti:
- 2 crescenti d'oro su campo azzurro che sono elementi propri dello stemma di famiglia;
- una corona rossa, che è un riferimento alla città di Saint Louis, che è anche sede diocesana, dove egli è nato e nella quale ha iniziato il suo ministero episcopale;
- due pergamene d'oro, per ricordare le 2 lettere di san Paolo inviate a san Timoteo, patrono del cardinale;
- un crescente d'argento, che simboleggia la Vergine Maria, patrona degli Stati Uniti, alla quale affida il suo ministero.